# 阿德里安·范·羅門
阿德里安·范·羅門（Adriaan van Roomen，1561年9月29日—1615年5月4日），是法蘭德斯數學家，出生於魯汶。他在代數，三角學和幾何學領域有所貢獻；也求出π近似為{\displaystyle {\tfrac {355}{113}}}。

## 作品

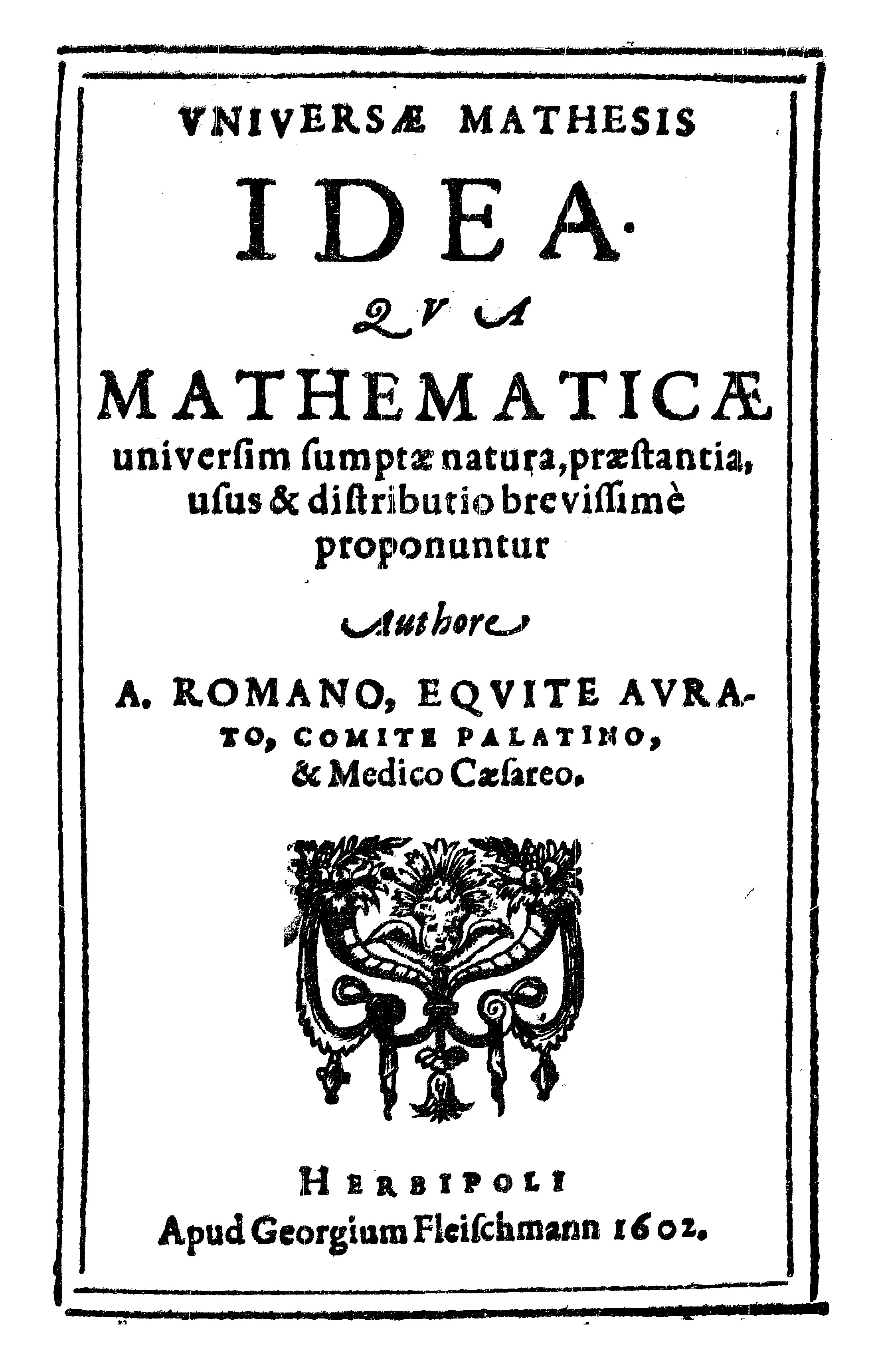
Universae mathesis idea, 1602

- . 1593. digital （页面存档备份，存于）
- Parvvm Theatrvm Vrbivm siue Vrbivm Praecipvarvm Totivs Orbis Brevis & methodica Descriptio. - Francofvrti : Bassaeus, 1608. digital （页面存档备份，存于）

## 連結
- 約翰·J·奧康納; 埃德蒙·F·羅伯遜, ,  （英语）